# Peter Klement
Peter Klaus Klement (* 1959 in Pegnitz) ist ein Generalmajor außer Dienst der Luftwaffe der Bundeswehr und war in seiner letzten Verwendung vom 29. März 2021 bis 17. September 2024 Kommandeur Fliegende Verbände im Luftwaffentruppenkommando in Köln.

## Militärischer Werdegang

### Ausbildung und erste Verwendungen
Klement trat 1979 in die Bundeswehr ein und absolvierte bis 1981 die Ausbildung zum Luftwaffenoffizier an der Offizierschule der Luftwaffe in Fürstenfeldbruck. Daran anschließend absolvierte Klement von 1981 bis 1983 das Undergraduate Pilot Training (UPT) und die Pilotenausbildung auf dem Flugmuster Lockheed F-104 Starfighter in den USA. Nach Abschluss der Ausbildung in den USA 1983 wurde Klement als Leutnant und Jagdbomber-Einsatzpilot in die 2. Staffel Edelweiss des Jagdbombergeschwaders 34 auf dem Fliegerhorst Memmingerberg versetzt. Hier diente er bis 1986. Von 1987 bis 1988 absolvierte Klement die Waffensystemausbildung und Fluglehrerausbildung auf dem Waffensystem Panavia Tornado beim Tri-National Tornado Training Establishment auf der RAF Cottesmore in Großbritannien. Es schloss sich 1989 bis 1992 eine Verwendung als Einsatzoffizier der 2. Staffel des Jagdbombergeschwaders 34 an. Von 1992 bis 1994 war er Leiter der Standardisierungsgruppe im Geschwaderstab und von 1994 bis 1996 schließlich Staffelchef der 1. Staffel „Grünherz“. Von 1996 bis 1997 war Klement Student am Canadian Forces and Staff College in Toronto (Kanada), wo er die kanadische Generalstabsausbildung absolvierte.

### Dienst als Generalstabsoffizier
Nach Abschluss seiner Generalstabsausbildung wurde Klement von 1997 bis 1998 noch, im Rahmen eines Offiziersaustauschprogramms, als Stabsoffizier in den National Defense Headquarters in Ottawa (Kanada) eingesetzt. Im Jahr 1998 kehrte er nach Deutschland zurück und übernahm bis 2000 das Kommando über die Fliegende Gruppe "seines Heimatgeschwaders" des Jagdbombergeschwaders 34. Es folgte 2000 bis 2002 eine weitere multinationale Stabsverwendung, diesmal als leitender Planungsstabsoffizier Balkan-Operationen, im CAOC 5 der NATO in Poggio Renatico (Italien). Nach seiner Rückkehr in die Heimat wurde Klement von 2002 bis 2003 als Abteilungsleiter Aufklärung und Luftangriff, im Luftwaffenführungskommando in Köln-Wahn eingesetzt. Es folgte 2003 bis 2004 eine ministerielle Verwendung als Stellvertretender Abteilungsleiter Flugausbildung im Führungsstab der Luftwaffe in Bonn. Von 2004 bis 2007 war Klement Referatsleiter im Bundesamt für das Personalmanagement der Bundeswehr, wiederum in Köln. Am 29. März 2007 wurde er im Dienstgrad Oberst Kommandeur des Fliegerischen Ausbildungszentrums der Luftwaffe (FlgAusbZLw) auf der Holloman Air Force Base, wo er bis Ende 2009 verblieb. Von 2010 bis 2012 war Klement erneut im Führungsstab der Luftwaffe, diesmal als Abteilungsleiter Luftwaffenausbildung und -erziehung (Fü L I 3), im Bundesministerium der Verteidigung tätig. Von 2012 bis 2013 war er als Stellvertretender Kommandeur und Chef des Stabes, unter Brigadegeneral Rainer Keller, im Luftwaffenausbildungskommando, in Köln-Wahn eingesetzt.

### Dienst als General
Von Februar bis August 2013 war Klement, unter Beförderung zum Brigadegeneral, als Base Commander Camp Marmal (und damit verbunden auch die Aufgabe als Senior Airfield Authority OAMS) im Auslandseinsatz bei der NATO-Mission ISAF in Mazar-i-Sharif (Afghanistan). Von September 2013 bis Juli 2020 war Klement General Flugsicherheit der Bundeswehr (GenFlSichhBw). Nachdem im Juli 2017 ein Tiger-Hubschrauber der Bundeswehr in Mali abgestürzt war, klärte seine etwa 50 Soldaten starke Abteilung den Absturz akribisch auf. Den Dienstposten als General Flugsicherheit übergab Klement im Juli 2020 an Oberst Andreas Korb, und wurde Assistant Chief of Staff J9 beim Allied Joint Force Command Naples der NATO in Neapel (Italien). Vom 29. März 2021 bis 17. September 2024 war Klement, als Nachfolger von Generalmajor Jan Kuebart, Kommandeur Fliegende Verbände im Luftwaffentruppenkommando in der Luftwaffenkaserne in Köln. Er übergab das Kommando an diesem Tag an Holger Neumann und geht in den Ruhestand.
Klement hat mehr als 3000 Kampfjet-Flugstunden auf Starfighter und Tornado abgeleistet, des Weiteren hat er einen Master of Aeronautical Science von der renommierten Embry-Riddle Aeronautical University in Daytona Beach, Florida (USA).